# Viswanatham
Viswanatham è una suddivisione dell'India, classificata come town panchayat, di 22.121 abitanti, situata nel distretto di Virudhunagar, nello stato federato del Tamil Nadu. In base al numero di abitanti la città rientra nella classe III (da 20.000 a 49.999 persone).

## Geografia fisica
La città è situata a 09° 26' 15 N e 77° 48' 50 E.

## Società

### Evoluzione demografica
Al censimento del 2001 la popolazione di Viswanatham assommava a 22.121 persone, delle quali 10.951 maschi e 11.170 femmine. I bambini di età inferiore o uguale ai sei anni assommavano a 3.387, dei quali 1.714 maschi e 1.673 femmine. Infine, coloro che erano in grado di saper almeno leggere e scrivere erano 13.225, dei quali 7.572 maschi e 5.653 femmine.